# 고래 낙하

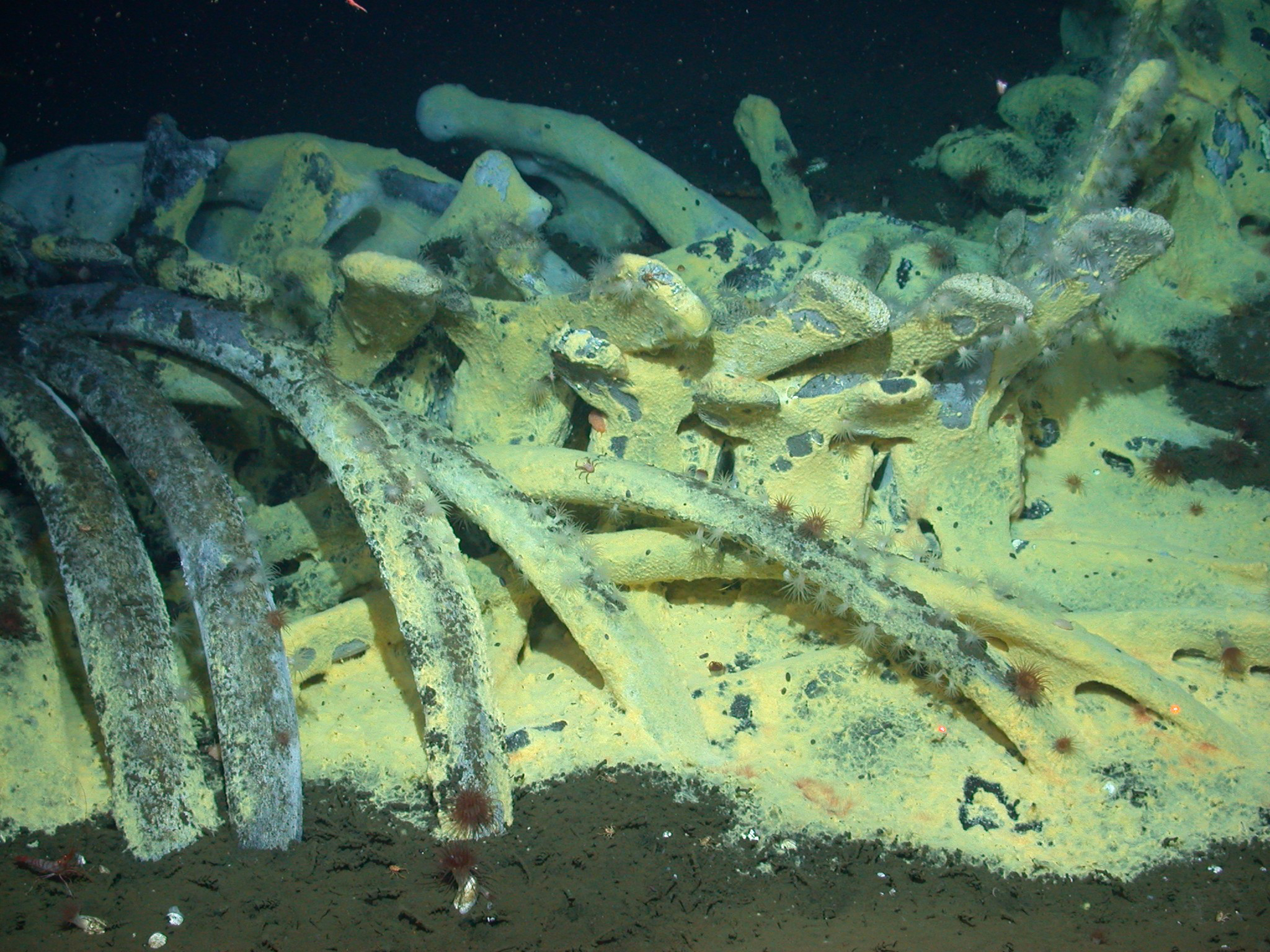
남부 캘리포니아 해안의 산타크루즈 해분에서 수심 1,674미터에서 발견된 화학독립영양 고래 낙하 군집으로, 박테리아 매트, 퇴적물 속의 베시코미드 조개, 새우붙이, 비늘갯지렁이, 다양한 다른 무척추동물들을 포함하고 있다.

고래 낙하(whale fall)는 고래의 사체가 해저면에 가라앉는 현상을 의미하며, 일반적으로 수심 1,000미터 이상의 점심해수층이나 심해원양대에서 발생한다. 해저면에서 이러한 사체는 수십 년 동안 심해 생물에게 영양분을 공급하는 복잡한 국지적 생태계를 형성할 수 있다. 특정 조건, 특히 수온이 낮은 경우에는 이보다 훨씬 얕은 수심에서도 발견될 수 있는데, 자연 상태에서는 150미터 수심에서 발견된 사례가 있으며, 실험적으로는 30~382미터 범위에서 여러 사례가 확인되었다. 고래 낙하는 1970년대 후반 심해 로봇 탐사 기술이 발전하면서 처음 관찰되었다. 이후 심해저의 생태학적 천이 양상을 이해하기 위해 잠수정과 원격 조종 수중 로봇(ROV)을 이용한 관찰을 통해 여러 자연적, 실험적 고래 낙하가 모니터링되었다.
심해의 고래 낙하는 특수화된 동물군의 적응방산이 일어나는 중요한 장소로 여겨진다. 심해 고래 낙하 지역에서 관찰된 생물로는 척삭동물, 절지동물, 자포동물, 극피동물, 연체동물, 선형동물, 환형동물 등이 있다. 고래 낙하에 특화된 것으로 추정되는 종들을 포함해 새로운 종들이 발견되었다. 고래 낙하는 여러 계통의 생물이 환경적으로 도전적인 새로운 서식지로 이동하고 적응하는 데 진화적 징검다리 역할을 함으로써 생물 다양성을 증가시킨다는 가설이 제기되었다. 연구자들은 가장 큰 9종의 고래 사체나 골격 중 690,000개가 네 단계의 천이 중 어느 한 단계에 있을 것으로 추정한다. 이는 고래 낙하가 평균적으로 12킬로미터, 이동 경로를 따라서는 최소 5킬로미터의 간격으로 분포한다는 것을 의미한다. 연구자들은 이 정도의 거리라면 유생이 한 곳에서 다른 곳으로 분산하거나 이동하기에 충분히 가깝다고 추측한다.
고래 낙하는 낮은 수온과 높은 정수압 환경을 가진 심해에서 발생할 수 있다. 연안 해역에서는 포식자가 더 많고 수온이 더 높아 고래 사체의 분해가 더 빨리 진행된다. 또한 분해 과정에서 발생하는 가스로 인해 사체가 떠오를 수 있다. 대부분의 대형 고래(향고래와 많은 수염고래류를 포함)의 몸체는 주변 해수보다 약간 더 무겁지만, 폐에 공기가 가득 차 있을 때만 양성 부력을 갖게 된다. 폐가 수축하면 해수기둥에는 고래 낙하를 먹이로 하는 주요 청소동물이 없기 때문에 고래 사체가 빠르게, 비교적 온전한 상태로 해저면에 도달할 수 있다. 일단 심해에 도달하면 낮은 수온으로 인해 분해 속도가 느려지고, 높은 정수압으로 인해 가스의 용해도가 증가하여 고래 낙하가 온전한 상태를 유지한 채 더 깊은 수심까지 가라앉을 수 있다.

## 생물학적 펌프에 대한 기여
일반적인 크기의 고래 사체 한 구(40톤 정도의 사체에 약 2톤의 탄소가 포함됨)에 포함된 탄소량은 1헥타르의 초심해저 해저면이 100~200년 동안 받아들이는 탄소량과 비슷하다. 이처럼 한 번에 해저면에 도달하는 유기물의 양은 고래 낙하 바로 아래 50제곱미터의 퇴적물에서 일어나는 일반적인 탄소 흐름의 약 2000년치에 해당하는 펄스를 만들어낸다. 이는 고래 낙하 주변에 형성되는 군집 구조를 유지하는 데 도움이 될 뿐만 아니라, 생물학적 펌프, 즉 해양 표층에서 심층으로의 유기물 유입에도 잠재적인 영향을 미친다.
고래와 일부 다른 대형 해양 동물들은 동물플랑크톤의 대규모 군집을 먹이로 삼으며 이를 따라 이동한다. 단순한 영양 구조로 볼 때, 이것은 고래와 다른 대형 동물플랑크톤 섭식자들이 일차 생산이 높은 지역에서 더 많은 수가 발견될 수 있음을 의미하며, 잠재적으로 이들은 먹이 낙하를 통해 심해로 탄소를 운반하는 중요한 매개체가 될 수 있다. 생물학적 펌프 모델에 따르면, 심해가 흡수하는 많은 양의 탄소는 입자성 유기탄소(POC)만으로는 설명되지 않으며, 다른 공급원이 있어야 한다. 특히 연안 지역에서의 탄소의 수평 이류가 이러한 모델상의 부족분에 기여하지만, 먹이 낙하 역시 심해의 또 다른 유기탄소 공급원이다. 전체 심해 탄소 흐름 중 먹이 낙하가 기여하는 비율은 0.3%에서 4%까지 다양한 가설이 제시되었다.
먹이 낙하가 심해 탄소 유입에 기여하는 정도가 일차 생산성이 높은 지역의 국지적 규모에서는 특히 처음 제안된 것보다 더 크다는 증거가 늘어나고 있다. 안타깝게도 생물학적 펌프에 대한 먹이 낙하의 기여도는 측정하기가 어려우며, 우연히 발견된 낙하 현상에 대한 몇몇 연구와 인위적으로 설치된 사체에 대한 연구에 의존하고 있다. 심해 탄소 흐름에 대한 연구 대부분은 퇴적물 트랩에 의존하고 있는 실정이다.

## 발견

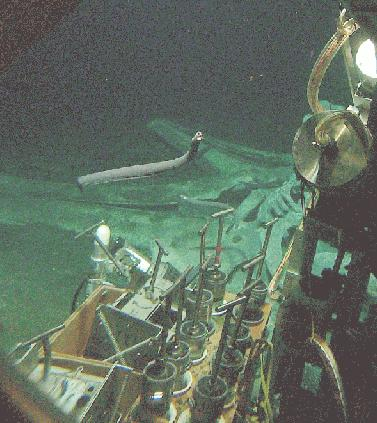
귀신고래의 골격이 산타크루즈 해분 해저면에 놓여 있는 가운데, 한 먹장어가 미국 해군의 심해 잠수정 알빈의 시야에 들어오고 있다.

고래 사체가 특수화된 동물 군집의 서식지가 될 수 있다는 최초의 징후는 1854년 떠다니는 고래 지방에서 새로운 담치류가 발견되었을 때 나타났다. 1960년대에 이르러서는 심해 저인망 어선이 우연히 고래 뼈에 붙어 있는 "오스테오펠타"라고 명명된 삿갓조개를 포함한 다른 새로운 연체동물 종들을 수거하게 되었다.
최초로 기록된 초심해 고래 낙하는 1977년 2월 19일 미국 해군 심해 잠수정 트리에스테 II(DSV-1)를 조종하던 켄 핸슨 중위, 조지 엘리스 상사, 톰 베터 중위에 의해 발견되었다. 유기 조직이 완전히 사라진 사체의 골격은 온전한 상태로 해저면에 평평하게 쓰러져 있었다. 잠수정은 턱뼈와 지골을 수거했다. 이 고래는 뼈와 골격의 크기, 이빨이 없다는 점, 산타카탈리나 서쪽이라는 위치를 고려할 때 귀신고래로 추정되었다.
고래 뼈 속 유기물의 혐기성 분해 과정에서 살아가는 화학독립영양 생물 군집을 포함한 최초의 고래 낙하 생태계는 1987년 하와이 대학교의 해양학자 크레이그 스미스가 이끄는 과학자 팀에 의해 발견되었다. 심해 잠수정 알빈은 카탈리나 해분의 수심 1,240미터에서 스캐닝 소나를 이용해 잔해를 관찰했으며, 이 놀라운 군집에서 최초로 생물과 미생물의 사진 영상과 표본을 채집했다.

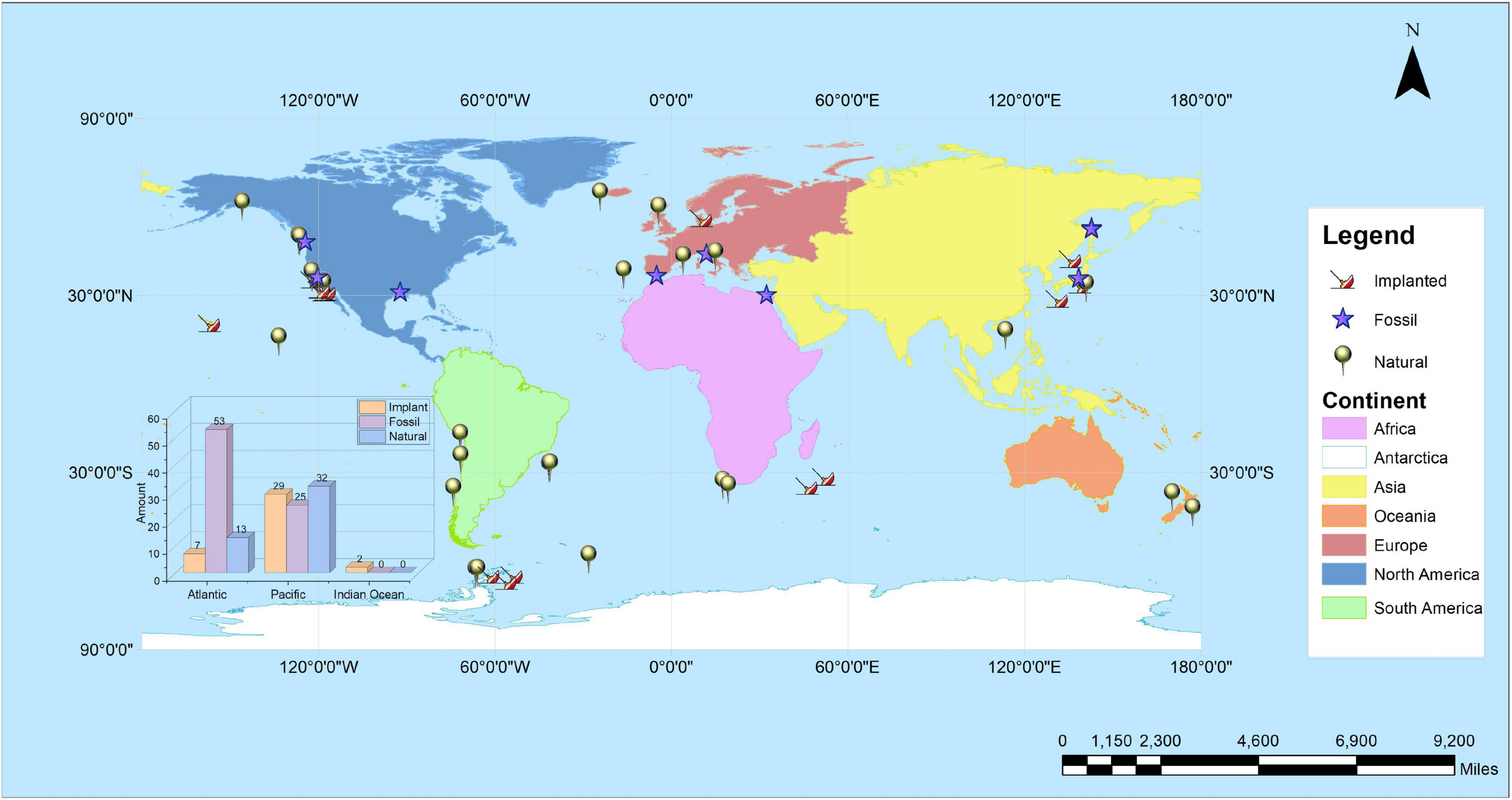
현재까지 알려진 전 세계 고래 낙하의 분포도(2022년 5월)

이후 더 많은 연구자와 심해 탐사대, 해군 잠수함에 의해 많은 고래 낙하가 발견되었다. 발견 횟수가 증가한 것은 주로 해저면의 대량의 물질 집적을 세밀하게 조사할 수 있는 최첨단 측면 주사 소나의 사용하기 때문이다. 2022년의 한 연구에서는 45개의 자연 고래 낙하, 38개의 인위적 고래 낙하, 78개의 화석 고래 낙하가 확인되었는데, 대부분은 태평양에서 발견되었으며, 특히 화석의 경우 상당수가 대서양에서도 발견되었다.

## 생태학

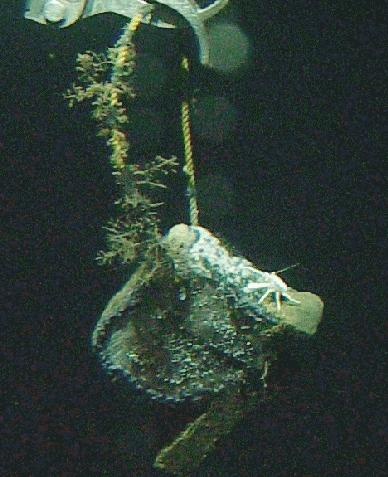
실험적으로 설치한 지 5년 후 산타카탈리나 해분 해저면에서 회수된 고래 뼈. 뼈의 표면에는 흰색 박테리아 매트의 군데군데 덮여 있으며, 한 마리의 딱다리게가 있다. 뼈에 부착된 노란색 줄의 고리 부분에는 히드라류가 자라나 있다.

고래 낙하는 공간과 시간에 걸쳐 불균일하게 분포하며, 고래의 이동 경로를 따라 집중되어 있다. 이러한 고래 낙하들은 전 대양에 걸쳐 많은 동물상이 중복된다. 홍합류와 베시코미드 조개류는 화학 합성 박테리아를 보유하는 분류군에 속하는데, 이 박테리아들은 황과 같은 무기 화합물로부터 에너지를 얻을 수 있다. 이들이 고래 낙하에서 발견되기 전까지는 이 분류군들의 유일한 서식지로 침강 목재와 열수분출공만이 알려져 있었다. 마찬가지로 루시니드 조개류도 이전에는 탄소 분출구와 무산소 해저 퇴적물에서만 서식하는 것으로 알려져 있었다. 심해 다모류 벌레의 한 속인 오세닥스는 산을 분비하여 고래 뼈를 침식시키고 그 안에 갇힌 영양분을 흡수함으로써 생태계 공학자 역할을 한다. 이는 뼈 기질로의 물 확산을 증가시키고 희귀종의 뼈 기질 정착을 촉진함으로써 심해의 생물다양성을 높인다. 오세닥스 속은 성체의 골격만큼 석회화되지 않은 어린 개체의 골격에서 더 극적인 영향을 미친다.
고래 낙하 지역에서는 일반적으로 3~5개의 영양 단계가 관찰되며, 먹이망의 기초를 이루는 두 가지 주요 영양 공급원이 존재한다. 성체 고래의 사체는 최대 5단계의 영양 단계를 가질 수 있는 반면, 어린 개체는 일반적으로 3단계를 가진다.
최근 연구에 따르면 "이중 생태적 지위 분할" 경향이 있을 수 있다고 한다. 청소동물은 주로 낮에 사체에서 최대 밀도에 도달하는 경향이 있고, 포식자는 밤에 더 많이 출현하여 두 영양군 사이의 경쟁이 감소한다. 또한 조석 패턴과 종의 출현 사이에도 연관성이 있을 수 있어, 조석도 생태적 지위 분할에 역할을 한다는 것을 보여준다.
영양분이 풍부한 다른 대량의 물질이 해저로 떨어질 때도 유사한 생태계가 형성된다. 가라앉은 다시마 군락은 다시마 낙하를 만들고, 큰 나무들이 가라앉아 목재 낙하를 만들 수 있다. 최근에는 난파선도 심해 군집의 기반을 제공하고 있다. 고래 낙하 이후 형성되는 생태계에서는 네 단계의 생태학적 천이가 일어난다.

### 생물다양성
여러 새로 발견된 종을 포함하여 많은 다양한 분류군이 고래 낙하와 상호작용하며 서식하는 것으로 알려져 있다. 이러한 생태계의 기초를 이루는 것은 미생물 군집이다. 황산화균, 황산염 환원균, 메탄생성균이 고래 낙하에서 가장 흔히 발견되는 유형이다. 황산염 환원균 중에서는 데술포박테리아과와 데술포불브과가 가장 흔하며, 메탄생성 고세균 중에서는 메타노미크로비알레스목과 메타노사르시날레스목이 가장 흔하다. 화학합성균, 특히 화학무기독립영양균이 고래 낙하의 생태계에서 중요하지만, 이러한 생태계는 일반적으로 콜라겐을 분해하는 방선균과 황산염 환원균과 같은 종속영양 미생물이 먼저 서식하게 된다. 이러한 종속영양 미생물의 존재는 화학합성 생물의 정착을 가능하게 하며, 이들은 이후 특정 환형동물 종과 같은 더 큰 생물에게 영양을 제공하는 박테리아 매트를 형성한다.
척삭동물 청소동물도 고래 낙하의 초기 정착자이다. 기록된 비교적 큰 청소동물로는 먹장어, 잠꾸러기상어, 방울둑중개, 도버서대기, 뭉툭코장어붙이와 같은 다양한 경골어류가 있다. 대게속과 새우붙이상과 등의 갑각류 종 다수도 고래 낙하에서 발견될 수 있다. 고래 낙하의 또 다른 흔한 갑각류 서식자는 단각목으로, 종종 비교적 높은 밀도로 나타난다.
고래 낙하는 또한 자포동물, 극피동물, 연체동물의 서식지가 된다. 특히 말미잘, 거미불가사리류, 성게류가 고래 낙하 지역에서 기록되었다. 또한 홍합과와 베시코미드과의 구성원을 포함한 많은 이매패류 종과, 뼈를 먹는 속인 루비스피라를 포함한 해양 복족류가 있다. 할로모니히스테라속, 안티코마속, 테리스투스속의 해양 선형동물도 기록되었지만, 이들에 대한 연구는 다른 고래 낙하 분류군에 비해 덜 광범위하게 이루어졌다.
고래 낙하에서 관찰된 모든 분류군 중 환형동물이 가장 많은 연구의 초점이 되었다. 해양 거머리가 고래 낙하에서 관찰되기는 했지만, 고래 낙하에 대한 환형동물 연구의 대부분은 다모류에 집중되어 있다. 이는 부분적으로 이러한 생태계에서 발견된 새로운 다모류 종의 수 때문이다. 흔한 속으로는 고래 낙하에서 적응방산을 보이는 오프리오트로카속과 뼈에 구멍을 파는 전문가인 오세닥스속이 있다. 오세닥스속의 구성원은 전 세계의 고래 낙하에서 발견되지만, 대서양의 고래 낙하와 태평양의 고래 낙하에서 서로 다른 종이 발견되었다.

### 생태계 단계
고래 낙하와 관련하여 네 단계의 분해 과정이 있다. 이러한 단계들은 사체의 크기, 수심, 조류와 같은 다른 환경 변수에 따라 지속 기간이 다르며 서로 중첩된다. 크고 온전한 고래 낙하는 네 단계의 분해 과정을 거치는 것으로 보이는 반면, 더 작거나 부분적인 사체에서는 이러한 단계가 단축될 수 있다. 쇠돌고래나 돌고래와 같은 더 작은 고래류는 크기가 작고 지방 함량이 낮아 동일한 생태학적 천이 단계를 거치지 않는다. 연구자들은 오세닥스 벌레의 존재도 관찰된 천이의 차이에 기여하는 요인일 수 있다고 믿는다.

#### 제1단계
초기 단계는 먹장어와 잠꾸러기상어 같은 "이동성 청소동물"이 사체의 연조직을 적극적으로 소비하면서 시작된다. 소비율은 하루에 40~60킬로그램에 달할 수 있다. 이 단계는 일반적으로 수개월에서 1.5년까지 지속된다.

#### 제2단계
두 번째 단계에서는 "영양 기회주의자"가 등장한다. 이들은 사체에서 나온 유기물과 청소동물이 남긴 조직으로 오염된 뼈와 주변 퇴적물에 정착하는 동물들이다. 이 단계는 수개월에서 4.5년까지 지속될 수 있다.

#### 제3단계
세 번째 단계에서는 황산염 환원균이 뼈에 포함된 지질을 혐기성으로 분해한다. 산소 대신 용존 황산염(SO2−
4)을 환원하고 황화 수소를 배출한다. H
2S의 독성으로 인해 내성이 있는 화학합성 박테리아만이 생존한다. 박테리아 매트는 홍합, 조개, 삿갓조개, 바다달팽이에게 영양을 제공한다. 고래 뼈는 체중의 4~6%를 차지하는 지질이 풍부하기 때문에, 최종 소화 단계는 50년에서 100년까지 지속될 수 있다.

#### 제4단계
일부 과학자들은 고래 낙하 지역에서 "암초 단계"라고 불리는 생태학적 천이의 네 번째 단계가 있다고 가정한다. 고래 낙하는 유기 화합물이 소진되고 부유생물 섭식자와 여과 섭식자를 위한 단단한 기질을 제공하는 무기물만이 뼈에 남았을 때 이 단계에 들어선다.

### 메탄생성
고래 낙하 주변에서는 메탄생성이라고 불리는 과정도 일어날 수 있다. 메탄을 생산하는 고세균은 무산소 퇴적물에서 풍부할 수 있지만, 일반적으로 고래 낙하에서 발견되는 황산염 환원균과 함께 발견되지는 않는다. 그러나 고래 낙하는 황산염 환원균과 메탄 생성 고세균을 모두 지원하는데, 이는 이 지역이 전자 공여체의 국한되지 않거나 적절한 기질을 두고 경쟁이 최소화되거나 전혀 없다는 결론으로 이어진다. 황화물과 메탄 모두 농도 구배가 고래 낙하 주변에서 발견되는데, 사체로부터 1미터 이내에서 가장 높은 농도를 보이며, 이는 주변 퇴적물의 농도보다 몇 배나 높다. 메탄생성은 퇴적물에서만 일어나는 것으로 보이는 반면, 황산염 환원은 퇴적물과 사체의 뼈 모두에서 일어난다. 퇴적물과 지질이 풍부한 고래 뼈 모두에서 일어나는 황산염 환원의 추가는 고래 낙하가 심해 군집을 장기간 유지할 수 있는 핵심 요인이다.

## 고생물학
워싱턴주의 후기 에오세와 올리고세(3,400~2,300만 년 전) 시기와 이탈리아의 플라이오세 시기의 고래 낙하 화석에는 비화학합성 환경에도 서식했던 조개류가 포함되어 있다. 화학합성에만 의존하는 동물은 캘리포니아와 일본의 마이오세(2,300~500만 년 전) 시기까지 나타나지 않는다. 이는 초기 고래 뼈의 지질 함량이 너무 낮았기 때문일 수 있다. 선사시대의 고래가 표영 생활을 하고 더 깊이 잠수하도록 진화하면서, 고래의 해부학적 구조는 크기 증가, 뼈 밀도 감소, 높은 지질 함량 등의 변화를 겪었다. 바로 이러한 지질 함량의 증가가 심해에서 화학합성 군집이 정착하게 된 계기가 되었다.
뉴질랜드 에오세 시기의 거북 뼈에서 삿갓조개 오스테오펠타가 발견된 것은 이 동물들이 고래보다 먼저 진화했으며, 중생대(2억 5,100만~6,600만 년 전)의 파충류에도 서식했을 가능성을 보여준다. 이들은 파충류의 멸종과 고래의 출현 사이의 2,000만 년의 간극 동안 분출구, 목재 낙하, 열수구에서 생존했을 수 있다. 또 다른 가능성은 이러한 화석들이 이전의 막다른 진화 경로를 나타내며, 오늘날의 고래 낙하 동물들은 독립적으로 진화했다는 것이다.

## 인위적 영향

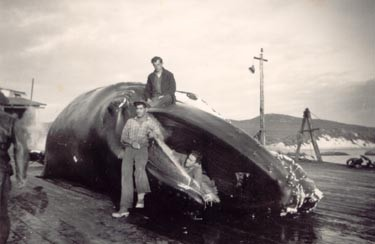
포경업자들이 최근 잡은 고래와 함께 서 있다.

포경업이 많은 대형 고래를 제거함으로써 고래 낙하의 수를 감소시켜 생물학적 펌프에 영향을 미쳤을 것이라는 주장이 제기되었다. 이것이 심해저 고래 낙하 군집 구성에 미치는 영향은 아직 잘 알려져 있지 않다. 그러나 대형 고래의 제거로 인해 심해의 총 생물량이 30% 이상 감소했을 수 있다는 주장이 제시된다. 고래는 고래 낙하 사건 동안 심해로 유출되는 막대한 양의 탄소를 저장했다. 따라서 포경은 심해의 탄소격리 능력도 감소시켰다. 탄소는 심해에서 수백 년에서 수천 년 동안 격리될 수 있으며, 이것은 저서 군집을 지원한다. 탄소격리 측면에서 고래 한 마리는 수천 그루의 나무와 맞먹는 것으로 추정된다.

## 다른 대형 먹이 낙하와의 비교
포유류가 아닌 다른 해양 척추동물의 사체가 심해로 떨어진 경우에 대한 연구도 이루어졌다. 특히, 고래상어 사체와 세 구의 매가오리과 사체가 우연히 발견되면서 고래 낙하와는 달리 대형 판새류 낙하 주변에 형성되는 군집에 대한 관찰이 이루어졌다. 고래상어는 정기적으로 수심 약 1,000미터의 수역에 서식하는데, 이는 고래상어가 풍부한 지역에서는 정기적인 형태의 먹이 낙하가 일어날 수 있음을 시사한다. 많은 등가시치과 어류가 고래상어 주변에서 발견되었으며, 사체에서 관찰된 구멍을 통해 직접적인 섭식의 증거가 확인되었다. 다른 이론은 등가시치과가 그들의 주요 먹이인 단각목과 다른 작은 저서동물을 기다리고 있었을 것이라고 제시한다. 발견된 세 마리의 가오리는 각각 분해 단계가 달랐으며, 이로 인해 개체 주변에서 발견된 군집도 다양했다. 더 온전한 상태의 개체 주변에서는 먹장어와 같은 전형적인 고래 낙하 청소동물을 포함하여 더 많은 청소동물이 발견되었다. 가장 덜 온전한 개체 주변의 영양 축적 지역에서는 박테리아 매트가 관찰되었지만, 고래 낙하에서 전형적으로 보이는 조개류나 홍합류는 발견되지 않았다.
전반적으로, 관찰된 네 구의 사체는 청소동물 단계를 넘어선 진행의 증거를 보이지 않았다. 크기의 제한과 더불어 대형 연골어류와 고래 사이의 생리학적 차이가 각각의 사체 주변 군집에서 관찰된 변화를 야기했을 가능성이 매우 높다. 오세닥스 벌레는 지질뿐만 아니라 뼈에서 콜라겐을 추출할 수 있는 능력이 있어, 지질이 풍부한 고래의 유해 외에 다른 뼈에서도 생존할 수 있다. 이 연구에서 포유류가 아닌 유해에서 오세닥스가 발견되지 않았지만, 이는 관찰 시기의 문제일 수 있으며, 오세닥스가 아직 사체에 정착하지 않았을 수 있다. 더 작은 고래류와 다른 해양 척추동물의 먹이 낙하에 대한 다양한 연구들도 비슷한 결론에 도달했는데, 이러한 낙하는 심해에 많은 양의 새로운 유기물을 가져오지만, 고래 낙하에서 보이는 다양한 군집과는 달리 주로 청소동물 군집만을 지원한다는 것이다. 이 결론은 대형 고래가 전체 구성과 골수에서 훨씬 더 높은 지질 함량을 가지고 있다는 사실에 기초하며, 고래 낙하는 이 지질 함량을 통해 천이 과정에 연속적으로 나타나는 다양한 군집을 지원한다.
연구자들은 용각류 사체를 현대의 고래 낙하 현상과 비교했다. 가장 큰 사체는 에너지가 풍부한 저장소였을 것이며, 이들이 의무적 청소동물이었다고 주장되는 많은 육상 육식 공룡들의 주요 자원이었을 것이라는 주장이 제기되었다. 한 마리의 죽은 용각류는 여러 마리의 큰 수각류를 몇 주 또는 몇 달 동안 부양할 수 있을 만큼의 칼로리를 가지고 있었을 것이며, 육상 동물이었기 때문에 용각류 사체는 먼 거리를 떠다니거나 깊은 곳으로 가라앉지 않아 현대의 고래 낙하보다 지역의 육식동물들이 더 쉽게 접근할 수 있었을 것이다.

## 같이 보기
- 심해 군집
- 바다눈
- 부식질섭식동물
- 해파리 낙하
- 포경
- 오세닥스
- 탄소격리
- 심해 목재